# Обличчя Києва
Обличчя Києва іноді згадується у ЗМІ як Лик Києва — гіпотеза про особливості рельєфу міста Києва, який буцімто утворює «антропологічно правильні риси профілю людського обличчя».
Термін «Обличчя Києва» вперше використаний архітектором Георгієм Куровським у 2005 році. 2006 року відкриття «Обличчя» призвело до заснування його відкривачами Геогрієм Куровським та Володимиром Коліньком благодійного фонду Київська ландшафтна ініціатива.

## Відкриття
Відкриття «Обличчя Києва» відбулось 2005 року при дослідженні архітекторами рельєфу центральної частини міста Києва. Уважний перегляд рельєфу дозволяє розпізнати обриси людського профілю, спрямованого поглядом на схід. Подібні до людського обличчя обриси утворюють: схили Дніпра (профіль), Лиса гора (скроня), долина річки Либідь (задня частина голови), Совські ставки (вухо), долина р. Хрещатик (око), Київські гори на Подолі (губи, підборіддя). Рельєф Києва утворився ще у дольодовиковий період і коли льодовик зійшов, утворилися льодовикові річки Либідь, Глибочиця, Скоморох. Відкривачі «Обличчя Києва» кажуть: «Масштаби „робіт“ колосальні, тим більше, що цьому рельєфу як мінімум 20 тисяч років … Розміри обличчя вражаючі — 15 на 20 кілометрів!»

## Зв'язок з Біблією
Першовідкривачі «Києва» роблять численні відсилки на біблійські тексти та фрески найдавнішої церковної святині Києва — Софіського собору: "У київському соборі Святої Софії над зображенням Богоматері-Оранти в головній апсиді є напис грецькою мовою: «Бог посеред нього; він не похитнеться: Бог допоможе йому із самого раннього ранку». У своїй книзі «Київ — священний простір» Куровський та Ко. стверджували, що "якщо врахувати, що цей напис — цитата з Давидових псалмів (Псалом 45;6) і їй передує: «Річні потоки веселять град Божий, святе житло Всевишнього» (Псалом 45;5), то ми думаємо, що це пряма вказівка на першопричину Києва як «святого житла Всевишнього».

## Використання «Обличчя Києва» як айдентику МКФ «Молодість»
У 2016 році під-час 46-ї київського кінофестивалю KIFF Molodist організатори кінофестивалю представили айдентику 46-го фестивалю, символом якого стало «Обличчя Києва», яке розгледів архітектор Георгій Куровський.

## Галерея

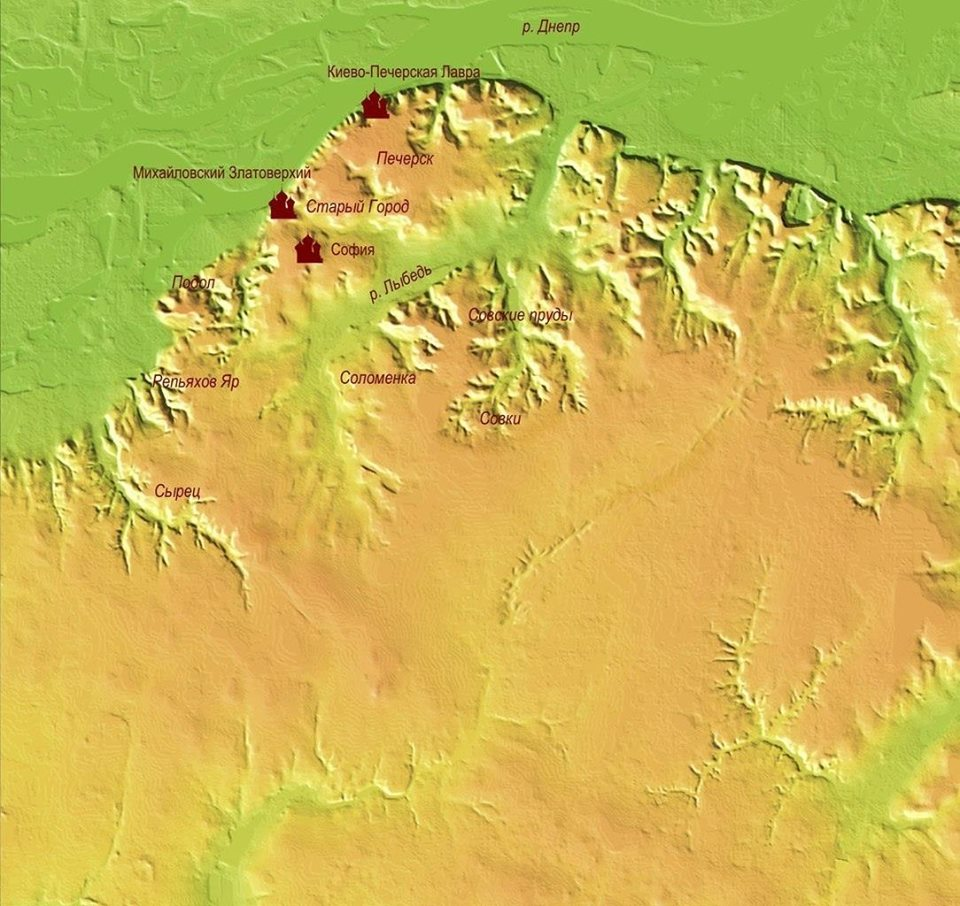
Реконструкція «Обличчя Києва» від БФ «Київська ландшафтна ініціатива»
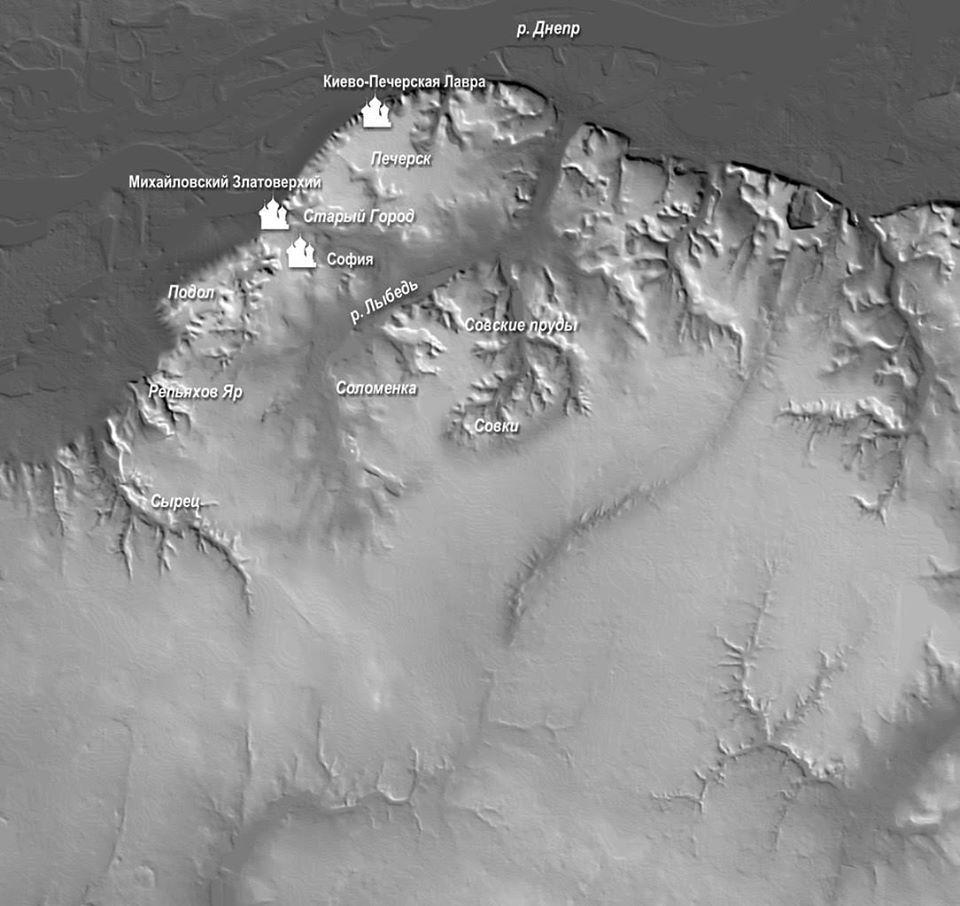
Реконструкція «Обличчя Києва» від БФ «Київська ландшафтна ініціатива»
Використання «Обличчя Києва» як айдентику 46-го «KIFF Molodist»